# L'Industria Italiana del Cemento
L'Industria Italiana del Cemento è una rivista italiana di ingegneria, fondata nel 1929.

## Storia
La rivista venne fondata nel 1929 su iniziativa della Società Incremento Applicazioni del Cemento e della Federazione Nazionale dell'Industria Italiana del Cemento Calce e Gesso.
Nel 1959 divenne l'organo ufficiale della nuova Associazione Italiana Tecnico Economica del Cemento (AITEC).
Le pubblicazioni della rivista cessarono temporaneamente nel maggio 2009, per poi riprendere dall'ottobre 2021.